# Komisija za neotuđiva prava
Komisija za neotuđiva prava (engleski: Commission on Unalienable Rights) tijelo je Državnog tajništva Sjedinjenih Američkih Država osnovano 2019. godine sa svrhom globalnog promoviranja ljudskih prava. Komisiju čine američki stručnjaci i znanstvenici iz raznih polja koja se bave ljudskim pravima, a na čelu im je međunarodna i ustavna pravnica Mary Ann Glendon.

## Djelovanje
Inicijator Komisije je bio američki državni tajnik (ministar vanjskih poslova) Mike Pompeo, koji je 8. srpnja 2020. god. najavio njeno osnivanje, ukazujući da zalaganje za ljudska prava predstavlja važan dio vanjske politike Sjedinjenih Američkih Država, te da mora u vrijeme kada je proteklo više od 70 godina od potpisivanja Opće deklaracijae o pravima čovjeka konstatirati da su "međunarodne institucije osmišljene i uspostavljene da štite ljudska prava skrenule sa svoje izvorne misije. Kako je narastao broj zahtjeva da se određena prava uvrste među ljudska prava, neki od tih zahtjeva dolaze u međusobnu koliziju, stvarajući nedoumice i sukobe o tome koja od njih priznati. Države članice i međunarodne institucije ostaju zbunjenje o obvezama koje imaju u svezi ljudskih prava." Stoga je članovima Komisije za neotuđiva prava povjerena zadaća da obave vrlo temeljito ispitivanje neotuđivih prava u svijetu, prema Pompeovim riječima jedno od najtemeljitijih od Deklaracije o općim pravima čovjeka iz 1948. godine.
U srpnju 2020. god. Komisija za neotuđiva prava objavila je svoj Izvještaj u kojemu između ostaloga iznosi:
Izvještaj se uglavnom bavi ljudskim pravima iz perspektive ustavnog sustava SAD, ali se dotiče i sustava međunarodnih konvencija o ljudskim pravima u kojima je SAD stranka, a često i inicijator njihovog donošenja. Osobito se ukazuje na Opću deklaraciju o ljudskim pravima iz 1948. godine, za koju se ukazuje kako nijedna od zemalja-potpisnica (dakle ni SAD) nije u ono doba bila ostvarila standarde koje se bila tom deklaracijom obvezala postići. Ukazuje se da je promicanje ljudskih prava na međunarodnoj politici važna zadaća Sjedinjenih Američkih Država, na kojoj one u velikoj mjeri temelje svoju misiju u svijetu od ulaska u Drugi svjetski rat.

## Kritike
U vremenu pred američke predsjedničke izbore 2020. god., rad Komisije za neotuđiva prava je kritiziran kao pokušaj administracije predsjednika Donalda Trumpa da kompromitira međunarodni sustav zaštite ljudskih prava, u prvom redu u onom dijelu u kojemu taj sustav štiti prava žena i LGBT osoba. Nekim kritičarima osobito smeta govor o neotuđivim ljudskim pravima, te smatraju da su sva ljudska prava zaštićena nacionalnim zakonima i međunarodnim pravom jednako važna.

## Vanjske poveznice
- Službena stranica